# Bezirk
Bezirk, plural Bezirke (medeltidstyska zirc från latin circulus) är en tysk benämning på till exempel ett distrikt, en stadsdel, en region eller en landsdel. I Schweiz betecknar ett Bezirk en landsdel som är underställd en Kanton. I Österrike är ett Bezirk en lokal förvaltningsenhet underställd förbundslandsregeringen. Många storstäder i tyskspråkiga länder är indelade i Bezirke, till exempel stadsstaterna Berlin, Hamburg och Wien.
I Östtyskland delade man mellan 1952 och 1990 in landet i Bezirke, ungefär motsvarande ett svenskt län.  Västtyskland var däremot som dagens Tyskland uppdelat i förbundsländer.